# كارل هاولي
كارل هاولي (بالإنجليزية: Karl Hawley)‏ (6 ديسمبر 1981 في المملكة المتحدة - ) هو لاعب كرة قدم بريطاني في مركز الهجوم. شارك مع منتخب إنجلترا لكرة القدم C ‏. أما مع النوادي، فقد لعب مع بريستون نورث إيند وريث روفرز وسكونثورب يونايتد وكولتشستر يونايتد ونادي توركي يونايتد ونادي كارلايل يونايتد ونادي كرولي تاون ونادي نورثامبتون تاون ونادي هيرفورد ونادي والسول ونوتس كاونتي ونادي هدنسفورد تاون وAlfreton Town F.C. ‏ ونادي ستوربريدج.

## وصلات خارجية
- كارل هاولي على موقع قاعدة بيانات كرة القدم.إي يو (الإنجليزية)
- كارل هاولي على موقع Soccerbase.com (لاعب) (الإنجليزية)
- كارل هاولي على موقع Soccerway.com (الإنجليزية)